# Chojnów
Chojnów (udtale: [ˈxɔjnuf];  ( hør) tysk: Haynau, schlesisk tysk: Hoyn, schlesisk: Chojnůw)   er en by  i  den nordvestlige del af  Voivodskabet Nedre Schlesien i det sydvestlige Polen.  Byen  har 12.769(2021) indbyggere og et areal på 27,02 km².  Den er en del af   powiatet (amt) Legnica
Chojnów ligger ved floden Skora, en biflod til Kaczawa i en gennemsnitlig højde på 170 moh. Den  ligger 18 km vest for Legnica, 26  øst for Bolesławiec og 18 km  nord for Złotoryja, og  har jernbaneforbindelser til Bolesławiec og Legnica.

## Historie
Byen omtales første gang i et latinsk middelalderdokument udstedt i Wrocław den 26. februar 1253, hvori det fremgår, at den schlesiske hertug Henrik 3., hvor byen nævnes under navnet Honowo. 
Bosættelsen Haynow blev nævnt i et skøde fra 1272. Det blev allerede kaldt en civitas i et dokument fra 1288 udstedt af Piast hertugen Henry 5. af Legnica, og modtog officielt byprivilegier i 1333 fra hertug Bolesław 3. den Generøse.  Det var en del af hertugdømmerne Wrocław, Głogów og Legnica af det fragmenterede Polen og forblev under Piast-dynastiet herredømme indtil 1675. Dets befolkning var overvejende polsk. I 1292 blev den første kastellan fra Chojnów, Bronisław Budziwojowic, nævnt. I det 14. og begyndelsen af det 15. århundrede fik Chojnów forskellige privilegier, herunder hæfterettigheder og guldminerettigheder, som fik byen til at blomstre.
Byen overlevede hussiterne'erne, som brændte  næsten hele bymidten og slottet, men det gik hurtigt med at genvinde sin tidligere storhed. Det største boom, Chojnów oplevede, var i det 16. århundrede, men i slutningen af  århundredet begyndte at falde tilbage, på grund af brande og epidemier, som krævede mange ofre i 1613. Under Trediveårskrigen (1618-1648) var endnu et udbrud af epidemier i byen, der blev besat af østrigerne og svenskerne og i 1642 blev den også plyndret af svenskerne. Det forblev en del af det Piast-regerede Hertugdømmet Legnica indtil dets opløsning i 1675, hvor det blev indlemmet i Habsburg-regerede Bøhmen.

## Galleri
- Indgangen til Piastslottet
- Torvet
- Blomsterbede i Chojnów
- Gotisk Sankts Peter og Paulus-kirke
- Park Piastowski
- Rådhus
- Den ubesmittede undfangelseskirke
- Nicolaus Copernicus Gymnasium No. 2
- Monument over polske soldater dræbt i 2 verdenskrig og myrdet i arbejdslejre og eksil i Sibirien
- Svanedammen (Łabędzi Staw) om vinteren
- Chojnów jernbanestation
- Jernbanebro